# I 100 migliori film del XXI secolo
I 100 migliori film del XXI secolo è una lista compilata nel giugno 2025 dal New York Times e selezionata tramite un sondaggio tra oltre 500 registi (tra cui Pedro Almodóvar, Sofia Coppola, Barry Jenkins e Guillermo del Toro), nonché attori e altri professionisti del settore provenienti da tutto il mondo.

## Contesto
Solo nove vincitori del premio Oscar al miglior film sono stati inclusi nella lista. In generale, più della metà dei film della lista non ha mai vinto un premio dell'Academy in nessuna categoria. 
Nella lista, 45 titoli appartengono al primo decennio di questo secolo (2000-2009), 33 tra il 2010 e il 2019 ed infine 22 tra il 2019 e il 2025.
La maggior parte dei film presenti in lista proviene dagli Stati Uniti d'America, seguiti da Europa, (spiccano Gran Bretagna e Francia), Asia (con Corea del Sud e Giappone) e America Latina (principalmente Brasile). L'Italia è presente con un solo titolo, ovvero Chiamami col tuo nome di Luca Guadagnino.

## Lista completa
| No  | Titolo                                            | Regista                          | Anno |
| --- | ------------------------------------------------- | -------------------------------- | ---- |
| 1   | Parasite                                          | Bong Joon Ho                     | 2019 |
| 2   | Mulholland Drive                                  | David Lynch                      | 2001 |
| 3   | Il petroliere                                     | Paul Thomas Anderson             | 2007 |
| 4   | In the Mood for Love                              | Wong Kar-Wai                     | 2001 |
| 5   | Moonlight                                         | Barry Jenkins                    | 2016 |
| 6   | Non è un paese per vecchi                         | Ethan Coen e Joel Coen           | 2007 |
| 7   | Se mi lasci ti cancello                           | Michel Gondry                    | 2004 |
| 8   | Scappa - Get Out                                  | Jordan Peele                     | 2017 |
| 9   | La città incantata                                | Hayao Miyazaki                   | 2002 |
| 10  | The Social Network                                | David Fincher                    | 2010 |
| 11  | Mad Max: Fury Road                                | George Miller                    | 2015 |
| 12  | La zona d'interesse                               | Jonathan Glazer                  | 2023 |
| 13  | I figli degli uomini                              | Alfonso Cuarón                   | 2006 |
| 14  | Bastardi senza gloria                             | Quentin Tarantino                | 2009 |
| 15  | City of God                                       | Fernando Meirelles               | 2003 |
| 16  | La tigre e il dragone                             | Ang Lee                          | 2000 |
| 17  | I segreti di Brokeback Mountain                   | Ang Lee                          | 2005 |
| 18  | Y tu mamá también - Anche tua madre               | Alfonso Cuarón                   | 2002 |
| 19  | Zodiac                                            | David Fincher                    | 2007 |
| 20  | The Wolf of Wall Street                           | Martin Scorsese                  | 2013 |
| 21  | I Tenenbaum                                       | Wes Anderson                     | 2001 |
| 22  | Grand Budapest Hotel                              | Wes Anderson                     | 2014 |
| 23  | Boyhood                                           | Richard Linklater                | 2014 |
| 24  | Lei                                               | Spike Jonze                      | 2013 |
| 25  | Il filo nascosto                                  | Paul Thomas Anderson             | 2017 |
| 26  | Anatomia di una caduta                            | Justine Triet                    | 2023 |
| 27  | Il ladro di orchidee                              | Spike Jonze                      | 2002 |
| 28  | Il cavaliere oscuro                               | Christopher Nolan                | 2008 |
| 29  | Arrival                                           | Denis Villenueve                 | 2016 |
| 30  | Lost in Translation - L'amore tradotto            | Sofia Coppola                    | 2003 |
| 31  | The Departed - Il bene e il male                  | Martin Scorsese                  | 2006 |
| 32  | Le amiche della sposa                             | Paul Feig                        | 2011 |
| 33  | Una separazione                                   | Asghar Farhadi                   | 2011 |
| 34' | WALL-E                                            | Andrew Stanton                   | 2008 |
| 35  | Il profeta                                        | Jacques Audiard                  | 2010 |
| 36  | A Serious Man                                     | Ethan Coen e Joel Coen           | 2009 |
| 37  | Chiamami col tuo nome                             | Luca Guadagnino                  | 2017 |
| 38  | Ritratto della giovane in fiamme                  | Céline Sciamma                   | 2019 |
| 39  | Lady Bird                                         | Greta Gerwig                     | 2017 |
| 40  | Yi Yi - e uno... e due...                         | Edward Yang                      | 2000 |
| 41  | Il favoloso mondo di Amélie                       | Jean-Pierre Jeunet               | 2001 |
| 42  | The Master                                        | Paul Thomas Anderson             | 2012 |
| 43  | Oldboy                                            | Park Chan-Wook                   | 2003 |
| 44  | C'era una volta a... Hollywood                    | Quentin Tarantino                | 2019 |
| 45  | L’arte di vincere                                 | Bennett Miller                   | 2011 |
| 46' | Roma                                              | Alfonso Cuarón                   | 2018 |
| 47  | Quasi famosi                                      | Cameron Crowe                    | 2000 |
| 48  | Le vite degli altri                               | Florian Henckel von Donnersmarck | 2007 |
| 49  | Before Sunset - Prima del tramonto                | Richard Linklater                | 2004 |
| 50  | Up                                                | Pete Docter                      | 2009 |
| 51  | 12 anni schiavo                                   | Steve McQueen                    | 2013 |
| 52  | La favorita                                       | Yorgos Lanthimos                 | 2018 |
| 53  | Borat                                             | Larry Charles                    | 2006 |
| 54  | Il labirinto del fauno                            | Guillermo del Toro               | 2006 |
| 55  | Inception                                         | Christopher Nolan                | 2010 |
| 56  | Ubriaco d'amore                                   | Paul Thomas Anderson             | 2002 |
| 57  | Campioni di razza                                 | Christopher Guest                | 2000 |
| 58  | Diamanti grezzi                                   | Benny Safdie e Josh Safdie       | 2019 |
| 59  | Vi presento Toni Erdmann                          | Maren Ade                        | 2016 |
| 60  | Whiplash                                          | Damien Chazelle                  | 2014 |
| 61  | Kill Bill: Volume 1                               | Quentin Tarantino                | 2003 |
| 62  | Memento                                           | Christopher Nolan                | 2001 |
| 63  | Little Miss Sunshine                              | Jonathan Dayton e Valerie Faris  | 2006 |
| 64  | L'amore bugiardo - Gone Girl                      | David Fincher                    | 2014 |
| 65  | Oppenheimer                                       | Christopher Nolan                | 2023 |
| 66  | Il caso Spotlight                                 | Tom McCarthy                     | 2015 |
| 67  | Tár                                               | Todd Field                       | 2022 |
| 68  | The Hurt Locker                                   | Kathryn Bigelow                  | 2009 |
| 69  | Under the skin                                    | Jonathan Glazer                  | 2014 |
| 70  | Lasciami entrare                                  | Tomas Alfredson                  | 2008 |
| 71  | Ocean's Eleven - Fate il vostro gioco             | Steven Soderbergh                | 2001 |
| 72  | Carol                                             | Todd Haynes                      | 2015 |
| 73  | Ratatouille                                       | Brad Bird                        | 2007 |
| 74  | Un sogno chiamato Florida                         | Sean Baker                       | 2017 |
| 75  | Amour                                             | Michael Haneke                   | 2012 |
| 76  | Fratello, dove sei?                               | Ethan Coen e Joel Coen           | 2000 |
| 77  | Everything Everywhere All at Once                 | Daniel Kwan e Daniel Scheinert   | 2022 |
| 78  | Aftersun                                          | Charlotte Wells                  | 2022 |
| 79  | The Tree of Life                                  | Terrence Malick                  | 2011 |
| 80  | Volver - Tornare                                  | Pedro Almodóvar                  | 2006 |
| 81  | Il cigno nero                                     | Darren Aronofsky                 | 2010 |
| 82  | L'atto di uccidere                                | Joshua Oppenheimer               | 2013 |
| 83  | A proposito di Davis                              | Ethan Coen e Joel Coen           | 2013 |
| 84  | Melancholia                                       | Lars Von Trier                   | 2011 |
| 85  | Anchorman                                         | Adam McKay                       | 2004 |
| 86  | Past Lives                                        | Celine Song                      | 2023 |
| 87  | Il Signore degli Anelli: La Compagnia dell'Anello | Peter Jackson                    | 2001 |
| 88  | La vita è un raccolto                             | Agnès Varda                      | 2000 |
| 89  | Interstellar                                      | Christopher Nolan                | 2014 |
| 90  | Frances Ha                                        | Noah Baumbach                    | 2012 |
| 91  | Fish Tank                                         | Andrea Arnold                    | 2009 |
| 92  | Il gladiatore                                     | Ridley Scott                     | 2000 |
| 93  | Michael Clayton                                   | Tony Gilroy                      | 2007 |
| 94  | Minority Report                                   | Steven Spielberg                 | 2002 |
| 95  | La persona peggiore del mondo                     | Joachim Trier                    | 2021 |
| 96  | Black Panther                                     | Ryan Coogler                     | 2018 |
| 97  | Gravity                                           | Alfonso Cuarón                   | 2013 |
| 98  | Grizzly Man                                       | Werner Herzog                    | 2005 |
| 99  | Memories of Murder                                | Bong Joon Ho                     | 2005 |
| 100 | Su×bad - Tre menti sopra il pelo                  | Greg Mottola                     | 2007 |

## Risultati
Parasite di Bong Joon-ho, vincitore del premio Oscar per il miglior film nel 2020, si è classificato al primo posto sia nella lista originale che nei sondaggi dei lettori. Al secondo posto, con lo stesso risultato, è presente il neo-noir Mulholland Drive di David Lynch.
La città incantata di Hayao Miyazaki è il film d'animazione con la posizione più alta in classifica.
Christopher Nolan è il regista con il maggior numero di film, con un totale di cinque pellicole: Il Cavaliere Oscuro (28º), Inception (52º), Memento (62º), Oppenheimer (65º) e Interstellar (89º).
Seguono con quattro titoli ciascuno in classifica I fratelli Coen, Paul Thomas Anderson e Alfonso Cuarón.
Il film diretto da una donna con la posizione più alta in classifica è Anatomia di una caduta (26°) di Justine Triet. Sebbene Kátia Lund compaia come co-regista di City of God (15°), l'opera è attribuita principalmente a Fernando Meirelles; pertanto, non essendo accreditata come partner di quest'ultimo, Justine Triet è nelle classifiche ufficiali in prima posizione.